# Axiodes astrapaea
Axiodes astrapaea är en fjärilsart som beskrevs av Louis Beethoven Prout. Axiodes astrapaea ingår i släktet Axiodes och familjen mätare. Inga underarter finns listade i Catalogue of Life.